# Faustball-Europameisterschaft der Frauen 2012
Die Faustball-Europameisterschaft der Frauen fand vom 13. Juli bis zum 14. Juli 2012 in Diepoldsau (Schweiz) gleichzeitig mit der Europameisterschaft 2012 für U21-Mannschaften statt.

## Teilnehmer
Von den europäischen Mitgliedsnationen der International Fistball Association nahmen 2012 fünf Nationen an den Europameisterschaften der Frauen in Diepoldsau teil.
- Österreich (Titelverteidiger)
- Deutschland
- Italien
- Schweiz (Gastgeber)
- Tschechien

## Vorrunde
| Pl. | Team        | Sp. | Sätze | Ballverh. | Pkt. |
| --- | ----------- | --- | ----- | --------- | ---- |
| 1   | Deutschland | 4   | 8:0   | 88:43     | 8    |
| 2   | Österreich  | 4   | 6:2   | 80:43     | 6    |
| 3   | Schweiz     | 4   | 4:4   | 66:66     | 4    |
| 4   | Italien     | 4   | 2:6   | 51:76     | 2    |
| 5   | Tschechien  | 4   | 0:8   | 31:88     | 0    |

Spielergebnisse
| 13. Juli | Schweiz     | – | Tschechien  | 2:0 | (11:3, 11:5) |
| 13. Juli | Deutschland | – | Italien     | 2:0 | (11:4, 11:8) |
| 13. Juli | Schweiz     | – | Italien     | 2:0 | (11:5, 11:9) |
| 13. Juli | Österreich  | – | Tschechien  | 2:0 | (11:5, 11:2) |
| 13. Juli | Schweiz     | – | Österreich  | 0:2 | (6:11, 5:11) |
| 13. Juli | Deutschland | – | Tschechien  | 2:0 | (11:5, 11:1) |
| 13. Juli | Österreich  | – | Deutschland | 0:2 | (8:11, 6:11) |
| 13. Juli | Italien     | – | Tschechien  | 2:0 | (11:6, 11:4) |
| 13. Juli | Schweiz     | – | Deutschland | 0:2 | (6:11, 5:11) |
| 13. Juli | Österreich  | – | Italien     | 2:0 | (11:3, 11:0) |

## Qualifikationsspiel für das Spiel um Platz 3
| Qualifikationsspiel |         |   |            |     |                     |
| 14. Juli            | Italien | – | Tschechien | 3:0 | (11:5, 11:6, 14:12) |

## Halbfinale
| Halbfinale |            |   |         |     |                    |
| 14. Juli   | Österreich | – | Schweiz | 3:0 | (11:6, 11:5, 11:8) |

## Platzierungs- und Finalspiele
| Spiel um Platz 3 |         |   |         |     |                    |
| 14. Juli         | Schweiz | – | Italien | 3:0 | (11:8, 11:5, 11:6) |

| Finale   |             |   |            |     |                     |
| 14. Juli | Deutschland | – | Österreich | 0:3 | (6:11, 14:15, 8:11) |

## Endergebnis
| Platz | Land        | Flagge | Code |
| ----- | ----------- | ------ | ---- |
| 1.    | Österreich  |        | AUT  |
| 2.    | Deutschland |        | GER  |
| 3.    | Schweiz     |        | SUI  |
| 4.    | Italien     |        | ITA  |
| 5.    | Tschechien  |        | CZE  |